# Байков, Андрей Матвеевич
Андрей Матвеевич Байков (1831—1889) — контрагент Кавказских Минеральных Вод (1870–1884), городской голова Ростова-на-Дону во второй половине XIX века.
При Байкове Ростов обзавелся тротуарами, первыми фонарями, общественным транспортом, богадельней, газетой, обществом взаимного кредита, биржей. Появились пожарная команда, набережная и сады. Именно Байков был родоначальником городского водоканала, построив в городе паровое водоснабжение в 100 тысяч ведер в сутки.

## Биография
Родился в 1831 году в Харькове. Происходил из петербургских дворян, сын профессора математики из Харькова, выпускник училища правоведения (1850).
Руководил донской столицей в течение 14 лет (с 1862 по 1869 и с 1884 по 1889 годы).
С марта 1871 года последующие 10 лет Байков провел на Кавказе. Взял в аренду Кавказские Минеральные Воды. К кавказскому периоду Байкова относятся — появление в Ессентуках гостиницы европейского уровня (собственность Байкова) и организация продажи минеральной воды в бутылках. Байков становится почётным мировым судьей по Владикавказскому округу. Его отметили государственными наградами.
В 1884 году Байков снова был избран главой местного самоуправления Ростова-на-Дону.
Стоял у истоков проекта памятника М. Ю. Лермонтову в Пятигорске. 10 (22) июня 1885 года А. М. Байков как уполномоченный Комитета по сооружению памятников заключил договор с академиком А. М. Опекушиным о сооружении в Пятигорске памятника М. Ю. Лермонтову. До почти самой установки памятника (в августе 1889 году) принимал активное участие в сборе средств и организации постройки памятника.
В 1889 году, уже тяжело больной, он уехал лечиться в тирольский город Мерано. На чужбине не прожил и месяца. 18 сентября 1889 года Андрей Матвеевич Байков скончался. Был похоронен в Ростове-на-Дону.
В настоящее время на месте могилы Байкова на Всехсвятском кладбище находится Дворец спорта. Единственное сохранившееся здание, где достоверно бывал Андрей Матвеевич на заседаниях городской думы — Дом Максимова на Центральном рынке.
Байков был женат на генеральской дочери — Колодкиной Прасковье Яковлевне, у них была дочь Ольга.

## Память
- Имя Байкова в Ростове получили — улица Байковская (ныне ул. Республиканская), бульвар, пароход и хутор (район нынешнего мясокомбината).
- Мост через Генеральную балку горожане называли «Байковским».
- В 2006 году в честь Андрея Матвеевича в городе (в здании ОАО «Водоканал») был установлен бюст[9].
- В Ростове Байкову установлен памятник[10].

- Памятник в Ростове-на-Дону
- Мемориальная табличка на памятнике
- Мемориальная табличка на месте «Байковского моста»